# Wilków (województwo małopolskie)
Wilków – wieś w Polsce położona w województwie małopolskim, w powiecie krakowskim, w gminie Kocmyrzów-Luborzyca.
Wieś opactwa benedyktynów tynieckich w powiecie proszowickim województwa krakowskiego w końcu XVI wieku. W latach 1975–1998 miejscowość należała administracyjnie do województwa krakowskiego.

Integralna część miejscowości: Kolonia.

## Zabytki
Obiekty wpisane do rejestru zabytków nieruchomych województwa małopolskiego.
- Kaplica św. Otylii i św. Łucji z otoczeniem;
- zespół dworsko-parkowy.